# Edvard Christian Danielsen
Edvard Christian Danielsen (* 14. April 1888 in Mandal; † 30. Januar 1964 ebenda) war ein norwegischer Marineoffizier, zuletzt Vizeadmiral, und von 1949 bis 1951 Oberbefehlshaber der norwegischen Marine.

## Familie
Danielsens Eltern waren der Handelskapitän und spätere Kaufmann Daniel Danielsen (1842–1895) und dessen Frau Magrethe Cecilie Jensen (1855–1939). Er selbst war ab 1915 verheiratet mit Julie Klein Torjussen (1892–1968).

## Frühe Laufbahn
Er trat 1906 in die Marine ein und wurde nach der Absolvierung der Marineakademie im Jahre 1909 Unterleutnant (Fenrik). Nach weiterer Ausbildung an der Marineakademie im Jahre 1911 wurde er 1912 zum Premierleutnant befördert. 1913–14 studierte er an der Technischen Hochschule, um sich auf den Wechsel zur U-Boot-Waffe vorzubereiten. Während des Ersten Weltkriegs diente er von 1914 bis 1917 bei der Sicherung der norwegische Neutralität. Ab 1917 diente er kontinuierlich bis 1936 in der U-Boot-Waffe, mit kurzen Unterbrechungen zu Seepatrouillen auf Überwasserschiffen. 1920 erhielt er sein erstes Kommando als U-Boot-Kommandant. 1924 erfolgte seine Beförderung zum Kapitänleutnant (Kaptein). Von 1934 bis 1936 war er Chef der U-Boot-Division, danach bis 1937 Chef der Trawler-Inspektion in Nordnorwegen. 1938 wurde er Fregattenkapitän (Kommandørkaptein) und Chef der Torpedobootabteilung im Admiralstab.

## Zweiter Weltkrieg
Nach der deutschen Besetzung Norwegens im April 1940 floh Danielsen Anfang Juni nach Großbritannien. In London nahm er Kontakt mit der Skandinavien-Abteilung des britischen Secret Intelligence Service (SIS) auf und wurde deren erster Norwegen-Agent. Er wurde mit einem Funksender, Codes und Anweisungen ausgestattet und fuhr am 28. Juni 1940 mit einem britischen U-Boot zurück nach Norwegen. Am 2. Juli wurde er auf der Halbinsel Ullerøy, südöstlich von Fredrikstad, an Land gesetzt. Dann reiste er per Bahn nach Oslo, mit seinem Funksender im Koffer. Der Sender wurde im Keller des Kapitäns Gabriel Smith aufgebaut und unter dem Codenamen „Oldell“ von dem Telegraphisten Sigurd Johannessen betrieben. Dies war der erste Sender, mit dem während des Zweiten Weltkriegs regelmäßige Funkverbindung zwischen Oslo und London aufgenommen wurde, und der aktivste Funksender in Norwegen im ersten Jahr des Norwegen-Krieges. Insgesamt wurden 631 Funksprüche gesendet und 137 empfangen. Der Sender verstummte am 23. März 1941, nachdem seine Existenz verraten worden war. Am 26. November 1941 wurden fünf Personen, die mit dem Sender zu tun gehabt hatten, von der deutschen Besatzungsmacht hingerichtet.
Danielsen war bereits nach der Einrichtung des Senders nach Großbritannien zurückgereist. Dort wurde er zum Chef des Stabs des norwegischen Marineoberkommandos in London ernannt. Hauptaufgabe war der Aufbau einer neuen norwegischen Marine und die Ausbildung des dazu benötigten Personals. Nach dem Rücktritt des Kommandierenden Admirals Henry Diesen im August 1941 wurde Danielsen zum Konteradmiral befördert und zum stellvertretenden Kommandierenden Admiral ernannt. Damit war er de facto Chef der norwegischen Marine, und er wurde in allen Teilen der Marine als der bestmögliche neue Oberbefehlshaber betrachtet. Da er jedoch zuvor, im Frühjahr 1941, von einer schweren Lungenerkrankung befallen worden war und erst nach sechs Monaten seinen Dienst wieder aufnehmen konnte, scheute die Exilregierung das Risiko eines erneuten schnellen Wechsels an der Spitze der Marine und entschied sich gegen seine Ernennung zum Kommandierenden Admiral. Bis 1944 blieb er daher nominell lediglich stellvertretender Kommandierender Admiral.
Danielsen erwies sich als fähiger und energischer Führer der Marine, sowohl auf der operativen Ebene als auch in der längerfristigen Planungsarbeit. Die aktive Kriegsteilnahme der Marine war ein zentraler Aspekt der norwegischen Verteidigungsplanung und -entwicklung in den 1940er Jahren, und Danielsen war dabei eine treibende Kraft. Besonders wichtig war seine Mitwirkung und Überwachung der umfangreichen Planungen, die sich im Flottenplan von 1944 niederschlugen. Der Flottenplan beinhaltete ein ehrgeiziges Programm für den Aufbau der norwegischen Kriegsmarine in der Nachkriegszeit und empfahl eine Umstrukturierung von einer Küsten-Marine mit vielen kleinen Fahrzeugen zu einer kampfstärkeren Marine mit größeren Schiffen, die in der Lage wäre, bereits vor den Küsten und auf hoher See zu operieren. Obwohl die Marineleitung diese ehrgeizigen Vorschläge abschwächte, war diese Planungsarbeit für den Wiederaufbau der Marine nach dem Krieg richtungsweisend.
Danielsen beteiligte sich 1942 sehr aktiv an der organisierten politischen Opposition, die von der Londoner Exilregierung die Einrichtung einer Beratenden Versammlung der Norweger im Ausland forderte. Er war einer der führenden Initiatoren der Denkschrift vom 25. November 1942, des sogenannten Danielsen-Schreibens, und der darauf folgenden Unterschriftenaktion zu diesem Verlangen. Die Exilregierung Nygaardsvold hatte jedoch schwerwiegende verfassungsrechtliche und praktische Bedenken und lehnte es ab. Dieses politische Engagement hatte keinen Einfluss auf Danielsens weitere Karriere, da er offensichtlich aus Idealismus und nicht auf Grund politischer Gegnerschaft zur Regierung gehandelt hatte und dabei von politisch motivierten Oppositionellen als Aushängeschild vorgeschoben worden war.
1944 wurde Danielsen als Befehlshaber des Marinekommandos Nord der erste Marinebefehlshaber im befreiten Teil Norwegens.

## Nachkriegsjahre
1946 wurde er Chef des Marinekommandos Westküste, wo er bis 1949 verblieb, unterbrochen von einem Jahr als stellvertretender Stabschef des Verteidigungsministeriums. Im Mai 1949 wurde er zum Vizeadmiral befördert und zum Oberbefehlshaber der Marine ernannt. Im Sommer 1951 trat er, gemeinsam mit seinem Stabschef, zurück, da er nicht mit den seiner Ansicht nach unzureichenden Aufgaben und Befugnissen einverstanden war, die der norwegischen Marine im Rahmen der gemeinsamen Verteidigungspolitik der NATO zugedacht waren. Besonders unzufrieden war er, dass seine Forderung zur Beschaffung größerer Überwasserschiffe nicht akzeptiert wurde. Er stellte jedoch klar, dass sein Rücktritt nicht als Kritik an der NATO verstanden werden solle, sondern eine Reaktion auf die Unterfinanzierung der Marine und die starke politische Einmischung des 27 Jahre jüngeren Verteidigungsministers Jens Christian Hauge in die Belange des Militärs war. (Sein Nachfolger, Thore Horve, der auch von 1946 bis 1949 sein Vorgänger gewesen war, trat bereits im Oktober 1951 aus den gleichen Gründen ebenfalls zurück.)
Danielsen wurde auf eigenen Wunsch pensioniert und arbeitete danach einige Jahre als Verkaufsleiter bei dem Obstsaft- und Konservenhersteller Heistad Fabrikker A/S in Porsgrunn.  Seinen Lebensabend verbrachte er zurückgezogen in Mandal.

## Auszeichnungen
Danielsen wurde 1943 für seine Rolle bei der Einrichtung des Geheimsenders Oldell mit dem höchsten norwegischen Orden, dem Kriegskreuz, ausgezeichnet.
Weiterhin erhielt er folgende Auszeichnungen:
- Sankt-Olav-Orden – Komtur mit Stern (Norwegen)
- „Verteidigungsmedaille 1940-1945“ (Deltagermedaljen) (Norwegen)
- „Haakon VII. 70-Jahre Medaille“ (Haakon VIIs 70-årsmedalje) (Norwegen)
- Dannebrogorden (Dänemark)
- Commander of the Order of the British Empire (CBE) (Vereinigtes Königreich)
- Legion of Merit (Vereinigte Staaten)

## Privates
Edvard Christian Danielsen war verheiratet mit Julie geb. Torjussen und hatte zwei Kinder. Seine Tochter Ina Margrethe verh. Backer (1916–1996) war ebenso wie seine Ehefrau mit dem Betrieb des Senders „Oldell“ befasst. Nachdem er ausgehoben worden war, wurden beide verhaftet und für den Rest des Krieges in das Polizeihäftlingslager Grini verbracht. Ina Danielsen machte sich später als Architektin u. a. beim Wiederaufbau der zerstörten Finnmark einen Namen. Danielsens Sohn Per Edvard (1918–2013) wurde ebenso wie sein Vater im Zweiten Weltkrieg als Marineoffizier mit dem Kriegskreuz ausgezeichnet. Gegen Kriegsende zum Kommunisten gewandelt, geriet er in Spionageverdacht für die Sowjetunion. Allerdings wurde er in einem Gerichtsprozess, bei dem auch sein Vater aussagen musste, aus Mangel an Beweisen freigesprochen.